# 鈴木剛 (経営者)
鈴木 剛（すずき こう、1896年（明治29年）7月25日 - 1986年（昭和61年）12月16日）は、日本の実業家。住友銀行頭取、大阪テレビ放送社長、朝日放送社長、ホテルプラザ社長を歴任した。住友グループの社長会である白水会の名付け親でもある。

## 来歴・人物
1896年、広島県高宮郡可部町（現在の広島市安佐北区）生まれ。現在の庄原市・福山市などで育つ。広島中学校（現在の広島県立国泰寺高校）では谷川昇や田部武雄の兄・謙二と同級で親友であった。第三高等学校を経て、1919年に経済学部が創設された京都大学同学部に入学。河上肇、神戸正雄、小川郷太郎らに学ぶ。卒業後、1922年4月に住友へ入社する。当時の住友は商事がなかったので銅山へ行かされるか、販売あたりかと考えていたら銀行に配属されがっかりしたという。第一歩を神戸支店で過ごし入社して5年目に上海支店に転勤となる。上海に着いた晩、蔣介石率いる軍隊が広東から北上し上海市街地をとりまき、翌日から蔣介石軍と軍閥の孫伝芳軍との間に市街戦が始まった。第一次上海事変が起こった1932年に内地に帰り、京都支店、大阪西野田支店に配属になる。西野田支店長時代、住友銀行の融資先であった松下電器産業の創業者松下幸之助や当時は松下の専務取締役で後に三洋電機を独立することとなる井植歳男と会い、交流を深める。太平洋戦争時には軍需融資部長などを務めた。
1945年11月、GHQにより住友本社は解体させられ、同時に住友銀行も社長の岡橋林は、後事を副社長の野田哲造に託して39年に渡る銀行家生活を終えた。しかしわずか1年あまりで野田哲造が公職追放により、1947年2月に辞任する。直ちに鈴木剛、堀田庄三、松本三郎、岩崎喜八郎、西村純平の五人が常務となり、合議役員となった。合議役員とは最高決定権をもつ役員のことで、磯田一郎のときまで続く。これまでの合議の中では山内直元常務がただひとり留任、首席役員となったが、肩書きは常務のままで、山内も在任6ヶ月の短さで追放となる。同年8月に代わって鈴木が、終戦後はじめて住友銀行社長となり、堀田が副社長となった。鈴木が取締役から僅か半年後に社長となったのは、前記のように上の者がすべて追放対象となったため。社長就任当時、資金不足は甚だしく、さらに同年結成された住友銀行従業員組合連合会による労組攻勢が圧力となる。鈴木は誠意を尽くして労使交渉の解決を行い、住友銀行の回答が同業者の標準とみられていたため交渉には苦心した。労組側からの執拗な要求に切羽つまり「これで我慢して欲しい」と最終的に50万円積み上げたところで涙がポロリと出た。これを労組側が「涙の50万円」という言葉を作り、長く言い伝えてきたという逸話が残っている。1948年10月、財閥商標の使用禁止で、住友銀行は大阪銀行となった。1951年11月、社長から頭取に変更。1952年財閥商標使用禁止が解除され、住友への行名復帰を決議した同年11月26日の株主総会終了とともに、頭取を堀田庄三に引き継ぎ、第一線を引退した。この間日本電気、大阪商船、住友金属工業、南海電鉄の各取締役を務めた。
終戦後の大阪財界立て直しに経済人の会合の場を設けようと1948年2月、「クラブ関西」を発足。理事長となってその運営にあたった。また朝比奈隆と親交を結び、「日本第二の都市・大阪に交響楽団ひとつないのはおかしい、ぜひいい楽団をつくりましょう」と、1947年に現在の大阪フィルハーモニー交響楽団の母体となる関西交響楽団結成に代表世話人として尽力し、1950年4月、社団法人関西交響楽協会が設立されるとその理事長に就任した。また広島一中の後輩で東横映画（のちの東映）の社長だった黒川渉三に頼まれ、同社の11億円（2010年代の貨幣価値に換算すると約200億円）の借金の融資を行った。鈴木、百瀬結常務と交渉を行ったのは五島慶太・五島昇親子である。東映再建が失敗していたら五島家は破産していたといわれる。東映のメインバンクが住友になったのはこのときから。
頭取辞任後も会長として残らず、1955年に元住友本社総理事古田俊之助のすすめで大阪ではじめてスタートしたテレビ放送会社・大阪テレビ放送の社長となり、1959年には朝日放送社長に就任。朝日放送社長は1968年5月まで務めたが、この間、意欲的な番組作りを行った。ラジオ部門（ABCラジオ）の地歩固めにも尽力した。
朝日放送は入居していた中之島の朝日ビルが手狭になったため、1966年、本社を大淀区（現在の北区）大淀南に移転させ、本社屋と大阪タワーを建設。さらに広大な土地が余ったため、ホテル建設を思いつく。当時の大阪には東京と比べ国際的に通用するような格調高いホテルはまだほとんどなかった。また大阪万博を控え関係者が頭を痛めていたこと、放送という多くの人々に親しまれるサービス業に隣り合うのに、最もふさわしいサービス業と思ったこと、これまでさまざまな人から受けた快いもてなしをおすそ分けしたい等の理由で、朝日放送の隣接地に住友系のホテルプラザを開設。"プラザ"の意味はスペイン語の"プラッツアー"からきた"広場"の意味だが、名付けた当時は日本人に馴染みのない言葉で"ブラジャーホテル"と呼ばれたりもした。1968年、同ホテル社長となり朝日放送社長の職は辞した。同ホテルは地上23階建て、客室数600と大阪で最初の高層ビルであった。これにあたり欧米行脚の旅に出て37の一流ホテルを見て回った。放送を通じ親しかったニールセンの社長が手引きしてくれた。馴れぬホテル業に手を染め、住友銀行の頭取までした者が失敗しては体面も悪い、と周りからは反対もされた。しかし同ホテルは朝日放送と連携しながら斬新な企画力と高品質のサービスを展開、戦後における日本のホテルの先導者的な役割を担った。その他関西経済連合会常任理事、大阪市教育委員会委員長、関西日墺協会会長などを歴任し、多方面に渡り関西文化振興に尽くした。
1963年紺綬褒章、1981年勲二等瑞宝章受章。

## 家族
二女は鐘紡副社長・八木幸一（八木与三郎の長男で八木幸吉の兄）の妻。

## 著書・参考文献
- 『随想　木綿着のホテル』日本経済新聞社、1979年2月。
- 乾豊彦、河野一之、鈴木剛、東条猛猪、田嶋一雄、三宅重光『私の履歴書 経済人〈21〉』日本経済新聞社、1986年12月。ISBN 978-4532030933。
  - 乾豊彦、河野一之、鈴木剛、東条猛猪、田嶋一雄、三宅重光『私の履歴書 経済人〈21〉』日本経済新聞社、2004年6月（復刻版）

### 注
1. ↑  公職追放解除後は住友銀行に復帰したが、1965年に請われて日本教育テレビ（現在のテレビ朝日）社長に就任した。同社の主力株主である旺文社の赤尾好夫と東映の大川博が経営権を争っていたのを共通のメインバンクである住友銀行が収拾するのがその目的であったが、山内の就任以降の日本教育テレビは朝日新聞社との関係を強化することになる。
2. ↑  大阪テレビ放送は1955年5月から1959年5月まで存在していたが（1959年5月に朝日放送に合併）、社長を務めたのは鈴木ただ一人だけである。